# Villa Parkstraße 2 (Dresden)

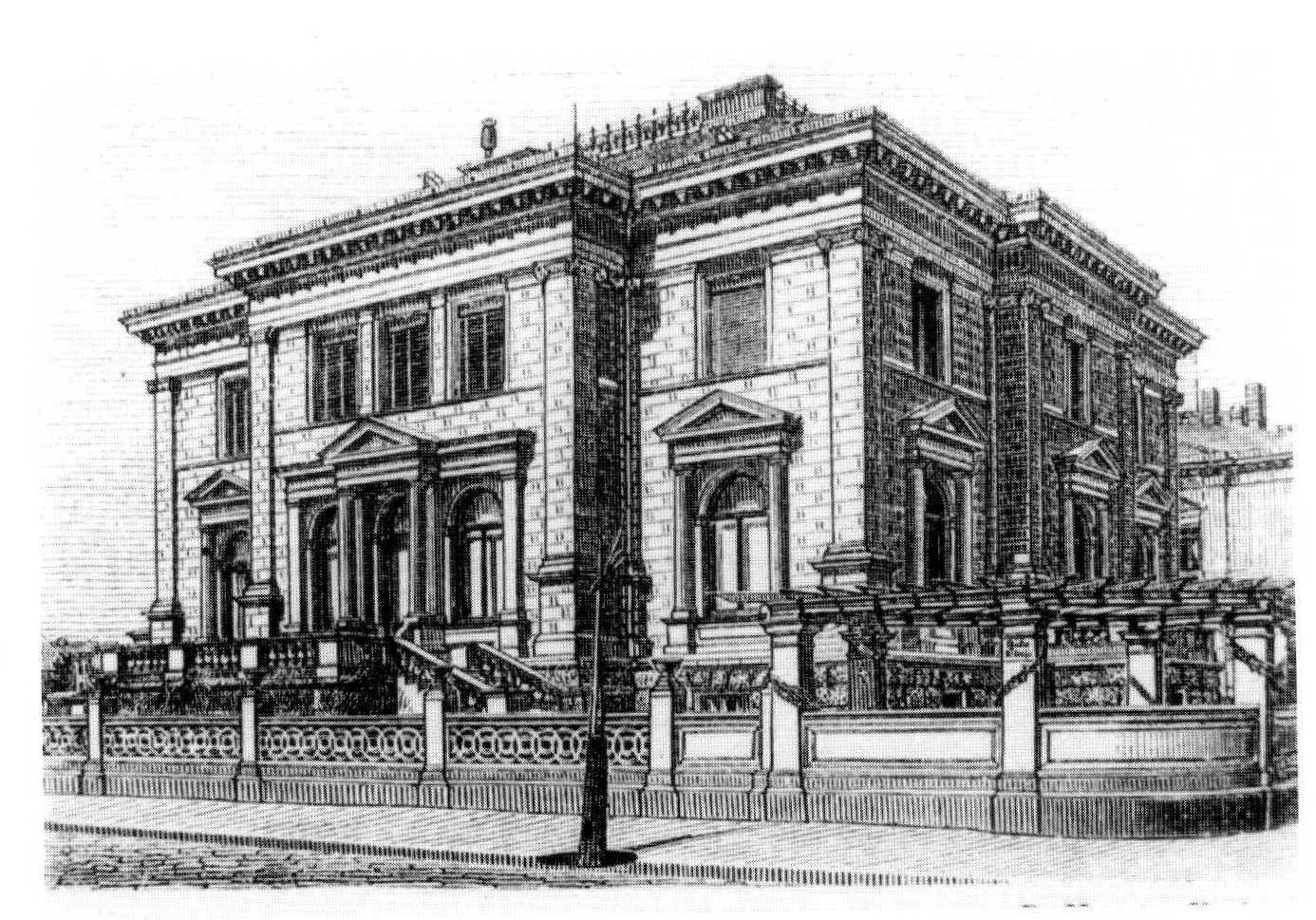
Villa Parkstr. 2, Ansicht von der Goethestraße, rechts die Fassade zur Parkstraße

Die Villa Parkstraße 2  in Dresden war eine 1869 von Otto Grahl erbaute Villa. Sie wurde 1945 zerstört, die Ruine in den 1950er Jahren beräumt. Das Grundstück ist heute unbebaut.

## Beschreibung
Das Gebäude, das sich an der südwestlichen Ecke der Einmündung der Goethestraße (heute Gret-Palucca-Straße) befand, zitierte in Grund- und Aufriss die Villa Rosa von Semper. So hatte der Bau im Innern einen durch Oberlicht erhellten zweigeschossigen Zentralraum. Das die Hauptansicht von der Goethestraße aus schmückende Triumphbogenmotiv zitierte die Gemäldegalerie Alte Meister.
Das zweigeschossige Gebäude hatte ein bossiertes Sockelgeschoss, geglättete Fassaden und oben abschließend ein Walmdach. Die Fassaden mit kräftig herausgearbeiteten Mittelrisaliten (anderen Ecken und den Ecken des Gebäudes befanden sich Kolossalpilaster) waren mit Sandstein verblendet.
Das Erdgeschoss zeigte Rundbogenfenster, die jeweils eine reich geschmückte Aedicula hatten: Diese bestanden aus Säulen, Halbsäulen und Pilastern an der Seite der Fenster, mit einer oberhalb der Fenster befindlichen Verdachung mit Flachgiebel und geraden Gesimsen.
Die Schaufassade an der Goethestraße hatte eine Frontlänge von fünf Fensterachsen, die Seitenfassade war lediglich drei Achsen lang.
Die an der Ecke Goethestraße stehende Villa war nach Helas Vorbild für die Villa an der Altenzeller Straße 50 in Dresden.
Die Villa wurde 1945 zerstört und Anfang der 1950er Jahre beräumt. Das Grundstück ist heute unbebaut und gehört zum Gelände des ehemaligen „Feierabendheims Bürgerwiese“.